# Димитриос Хадзидимитриу
Димитриос Тома Хадзидимитриу (на гръцки: Δημήτριος Θωμά Χατζηδημητρίου) е гръцки юрист и политик, служил в продължение на девет парламентарни мандата като член на парламента от избирателния район Иматия с Гръцки сбор, Националния радикален съюз и Нова демокрация.

## Биография
Роден е на 9 март 1918 година в Бер (Верия), Гърция. Учи право в Солунския университет. В 1950 година е назначен за адвокат в Първоинстанционния съд на Бер.
Кандидат е за депутат от Гръцки сбор в 1951 година, но не е избран. В 1952 година е избран със същата партия. След това се присъединява към Националния радикален съюз, с която е избран за представител на Иматия в 1958, 1961, 1963 и 1964 година.
След падането на военния режим е избран за член на парламента в 1974 година с партията „Нова демокрация“, за да бъде преизбран със същата партия в 1977 година, 1981 година и 1985 година.
Умира на 18 април 1999 година.